# Höktjärnen (Hedemora socken, Dalarna)
Höktjärnen är en sjö i Hedemora kommun i Dalarna och ingår i Dalälvens huvudavrinningsområde.